# Los rivales de Painful Gulch
Los rivales de Painful Gulch (en francés Les Rivaux de Painful Gulch) es un libro de historietas de Lucky Luke escrito por Goscinny e ilustrada por Morris. Es el decimonoveno libro de la serie y se publicó originalmente en francés en 1961, y en álbum en 1962. Dargaud y Cinebook Ltd han publicado ediciones en inglés de esta serie francesa como The Rivals of Painful Gulch. 
En esta aventura, Lucky Luke intenta resolver una amarga enemistad entre dos familias en guerra: los O'Haras de orejas grandes y O'Timmins de nariz grande, cuya rivalidad causa un caos sin fin en la ciudad de Painful Gulch y ha arruinado la economía local. La inspiración fue la disputa entre Hatfield y McCoy. 

## Sinopsis
En la ciudad de Painful Gulch, las familias O'Timmins (nariz roja grande) y O'Hara (orejas grandes) llevan décadas luchando y ni siquiera saben por qué. Lucky Luke es nombrado alcalde de la ciudad para intentar solucionar este problema. 
Lucky Luke intenta reconciliar a las dos familias a través de una gran fiesta con competencias donde todo está programado para que solo ganen O'Timmins y O'Hara. Pero esta fiesta termina en una pelea a puñetazos. Lucky Luke finalmente decide poner a los hombres de ambas familias en prisión hasta que decidan hacer las paces. Las mujeres de las dos familias que están cansadas de esta guerra aceleran el acercamiento cuando las obligan a trabajar juntas para apagar un incendio en el rancho O'Hara. Painful Gulch finalmente conoce la paz y las dos familias se vuelven grandes amigas. 

## Personajes
- Familia O'Hara (con orejas grandes) 
  - Joshua: empata con Bigelow O'Timmins en la competencia de tiro
  - Mammy: la esposa de Pappy O'Hara, está cansada de la rivalidad entre las dos familias
  - Nathaniel: gana el rodeo con Montgomery O'Timmins
  - Pappy: En silla de ruedas, está enojado con la familia O'Timmins porque impiden que los O'Hara usen el agua del río al que controlan el acceso.
  - Zacharias: Lucky Luke lo encarcela al mismo tiempo que Bigelow O'Timmins.
- Familia O'Timmins (con una gran nariz roja) 
  - Bigelow: empata con Joshua O'Hara en la competencia de tiro
  - Emily: esposa de "Old Timer" O'Timmins, como Mammy O'Hara, tiene suficientes rivalidades y enviará a su familia a luchar contra el incendio de O'Hara
  - Montgomery: gana el rodeo con Nathaniel O'Hara
  - Old Timer: Prohíbe el acceso al río O'Hara, incluso si no recuerda el origen de su disputa; sin embargo, ayudará a transportar el agua durante el incendio debido a la insistencia de su esposa.
  - Aloysius O'Timmins-O'Hara (orejas grandes y nariz roja grande): Su retrato muestra que las familias se han reconciliado bien; se convirtió en alcalde de Painful Gulch y senador por Texas en el Congreso, pero no logró acceder a la vicepresidencia de Estados Unidos de la que era un desafortunado candidato.